# Tony Sparano
Anthony J. Sparano III, detto Tony (West Haven, 7 ottobre 1961 – Eden Prairie, 22 luglio 2018), è stato un giocatore di football americano e allenatore di football americano statunitense allenatore della Offensive Line per i Minnesota Vikings della National Football League (NFL). Al college giocò a football alla New Haven University.

## Carriera come allenatore
Sparano iniziò la sua carriera di allenatore nella NFL nel 1999 coi Cleveland Browns con il ruolo di controllo della qualità dell'attacco, poi l'anno seguente divenne allenatore dell'offensive line.
Nel 2001 passò ai Washington Redskins come allenatore dei tight end.
Nel 2002 firmò con i Jacksonville Jaguars per lo stesso ruolo.
Nel 2003 passò ai Dallas Cowboys come assistente del capo-allenatore e come allenatore della offensive line fino al 2007.
Nel 2008 firmò con i Miami Dolphins come capo-allenatore. Finì la sua prima stagione con 11 vittorie e 5 sconfitte, vincendo la Division East della AFC. Uscì subito nel Wild card Game contro i Baltimore Ravens. Nel 2009 chiuse con 7 vittorie e 9 sconfitte. L'anno seguente terminò con lo stesso record dell'anno precedente, mentre il 12 dicembre 2011, dopo 13 partite e con il record negativo di 4 vittorie e 9 sconfitte venne esonerato.
Nel 2012 firmò con i New York Jets come coordinatore dell'attacco.
Il 23 gennaio 2013 passò agli Oakland Raiders come assistente del capo-allenatore e allenatore dell'offensive line. Il 10 gennaio 2014 firmò un contratto per altri due anni. Dopo la settimana 4 della stagione 2014, il capo-allenatore Dennis Allen fu licenziato e Sparano gli subentrò ad interim, non riuscendo ad ottenere una riconferma per l'anno successivo. Il 22 Gennaio 2015 accetta la posizione di allenatore dei Tight End ai San Francisco 49ers sotto l'head coach Jim Tomsula. Tuttavia, dopo un solo anno alla guida, Tomsula viene licenziato e Sparano perde il posto ai 49ers.
Dal gennaio 2016 era allenatore della Offensive Line ai Minnesota Vikings.

## Vita familiare
Sparano e sua moglie Jeanette hanno due figli: Tony e Andrew che giocano entrambi a football all'università di Albany e una figlia di nome Ryan Leigh.
È scomparso improvvisamente nel 2018 all'età di 56 anni nella sua abitazione in Minnesota.

## Record come capo-allenatore
| Squadra | Anno   | Stagione regolare | Stagione regolare | Stagione regolare | Stagione regolare | Stagione regolare          | Playoff | Playoff | Playoff                                          |
| Squadra | Anno   | Vinte             | Perse             | Pareggiate        | Posizione         | Risultato                  | Vinte   | Perse   | Risultato                                        |
| ------- | ------ | ----------------- | ----------------- | ----------------- | ----------------- | -------------------------- | ------- | ------- | ------------------------------------------------ |
| MIA     | 2008   | 11                | 5                 | 0                 | 1º AFC East       | -                          | 0       | 1       | Eliminato al Wild Card Game dai Baltimore Ravens |
| MIA     | 2009   | 7                 | 9                 | 0                 | 3º AFC East       | no playoff                 | -       | -       | -                                                |
| MIA     | 2010   | 7                 | 9                 | 0                 | 3º AFC East       | no playoff                 | -       | -       | -                                                |
| MIA     | 2011   | 4                 | 9                 | 0                 | 4º AFC East       | Licenziato dopo 13 partite | -       | -       | -                                                |
| Totale  | Totale | 29                | 32                | 0                 | -                 | -                          | 0       | 1       | -                                                |

## Vittorie e premi
- Division East della AFC: 1

Miami Dolphins: 2008